# Cartignano
Cartignano (Cartinhan in occitano, Cartignan in piemontese) è un comune italiano di 162 abitanti della provincia di Cuneo in Piemonte.
Faceva parte della comunità montana Valli Grana e Maira.

## Geografia fisica
Cartignano è il più piccolo comune autonomo della valle Maira: il suo territorio è attraversato dall'omonimo torrente, che separa l'abitato in due nuclei principali, Ponte e Paschero, collegati da uno stretto ponte in pietra; in totale le borgate e le frazioni che lo compongono sono 14.
Sulla destra orografica del Maira, il comune risulta separato dalle punte rocciose settentrionali del monte Costa del Vallone (1286 m s.l.m.) dal comune di Dronero. Questo confine continua ad est lungo il rio Moschieres; sempre ad est, ma sulla sinistra orografica, il confine prosegue, nei pressi delle borgate Sperone e Pradelmezzo, con il comune di Roccabruna. A nord si situa il confine con Melle, a cavallo della cima monte del Cornet (1944 m s.l.m.). Ad ovest Cartignano confina con il comune di San Damiano Macra, discendendo dalle pendici del Cornet fino a tornare sulle rocce occidentali del monte Costa del Vallone.

## Origini del nome
L'ipotesi più accreditata sull'origine del toponimo è legata a un nome gentilizio romano, segnatamente Quartinius o Cartinius. Nel 1774 Jacopo Durandi indica il 1190 come anno di prima apparizione di un riferimento documentale alla curia de Cartiniano e dà conto del ritrovamento, sia nel villaggio, sia in altre località della Val Maira (Acceglio, Prazzo, Paglieres) di iscrizioni funerarie d'età romana, contenenti riferimenti a un luogo detto Forum Cerealis, che egli identifica proprio in Cartignano, che sarebbe quindi stato anticamente sede di un mercato cerealicolo. A conferma delle proprie affermazioni, Durandi riferisce che, in un documento del 1091 rogato all'abbazia di Caramagna (che ebbe per qualche tempo giurisdizione su parte della vallata), il toponimo appaia alterato in Cereanum, e prosegue affermando che nello stesso fondo documentale si riscontri anche una carta, di poco successiva, che censisce i beni dell'abbazia siti in Cereano, con una postilla manoscritta a latere: nunc Cartignano, ossia "ora Cartignano".
Alle medesime conclusioni di Durandi arriva, nel 1836, Goffredo Casalis, mentre nel 1847 il dronerese barone Giuseppe Manuel di San Giovanni, membro della Regia deputazione sopra gli studi della storia patria, taccia Durandi di imperizia nelle proprie ricerche e contesta apertamente l'associazione tra Cartignano e il Forum Cerealis (alias Cereanum o Cereano), affermando di non aver trovato traccia negli archivi delle carte cui faceva riferimento, né di aver trovato conferma dell'effettivo ritrovamento delle iscrizioni romane, le quali a suo avviso, anche qualora esistenti, avrebbero potuto essere apocrife.

## Società

### Evoluzione demografica
Tra il 1921 e il 2023 la popolazione residente risulta essere diminuita dell'81%.
Abitanti censiti

## Monumenti e luoghi d'interesse
- Castello dei Berardi
- Chiesa di San Lorenzo
- Ponte sul Maira con edicola votiva

## Amministrazione
| Periodo        | Periodo        | Primo cittadino  | Partito      | Carica  | Note   |
| -------------- | -------------- | ---------------- | ------------ | ------- | ------ |
| 14 giugno 1999 | 14 giugno 2004 | Giovanni Fina    | Indipendente | Sindaco | [ 13 ] |
| 14 giugno 2004 | 8 giugno 2009  | Giovanni Fina    | Lista civica | Sindaco | [ 14 ] |
| 8 giugno 2009  | 26 maggio 2014 | Diego Einaudi    | Lista civica | Sindaco | [ 15 ] |
| 26 maggio 2014 | 27 maggio 2019 | Diego Einaudi    | Lista civica | Sindaco | [ 16 ] |
| 27 maggio 2019 | in carica      | Francesco Cioffi | Lista civica | Sindaco |        |

## Galleria d'immagini

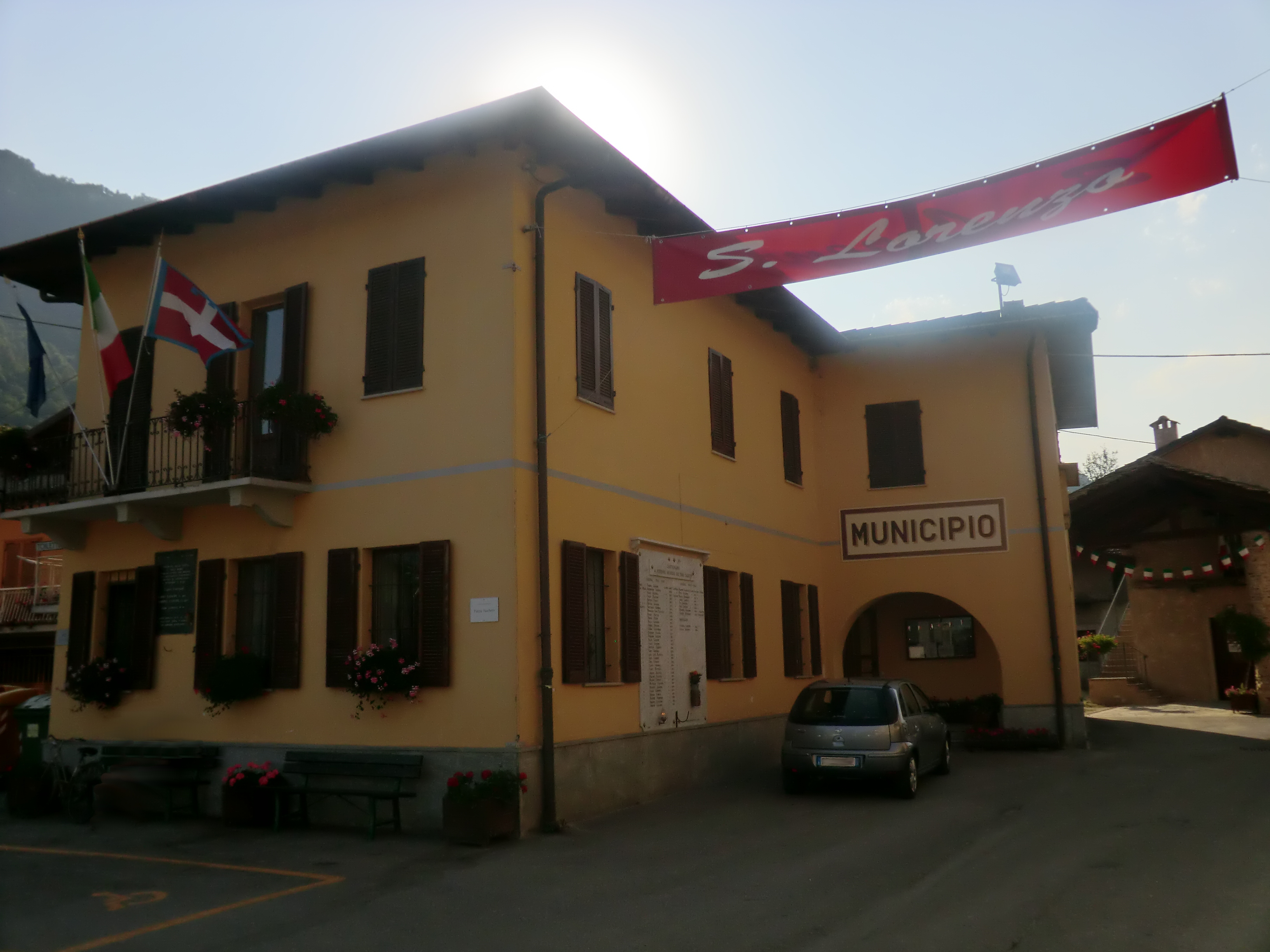
Municipio
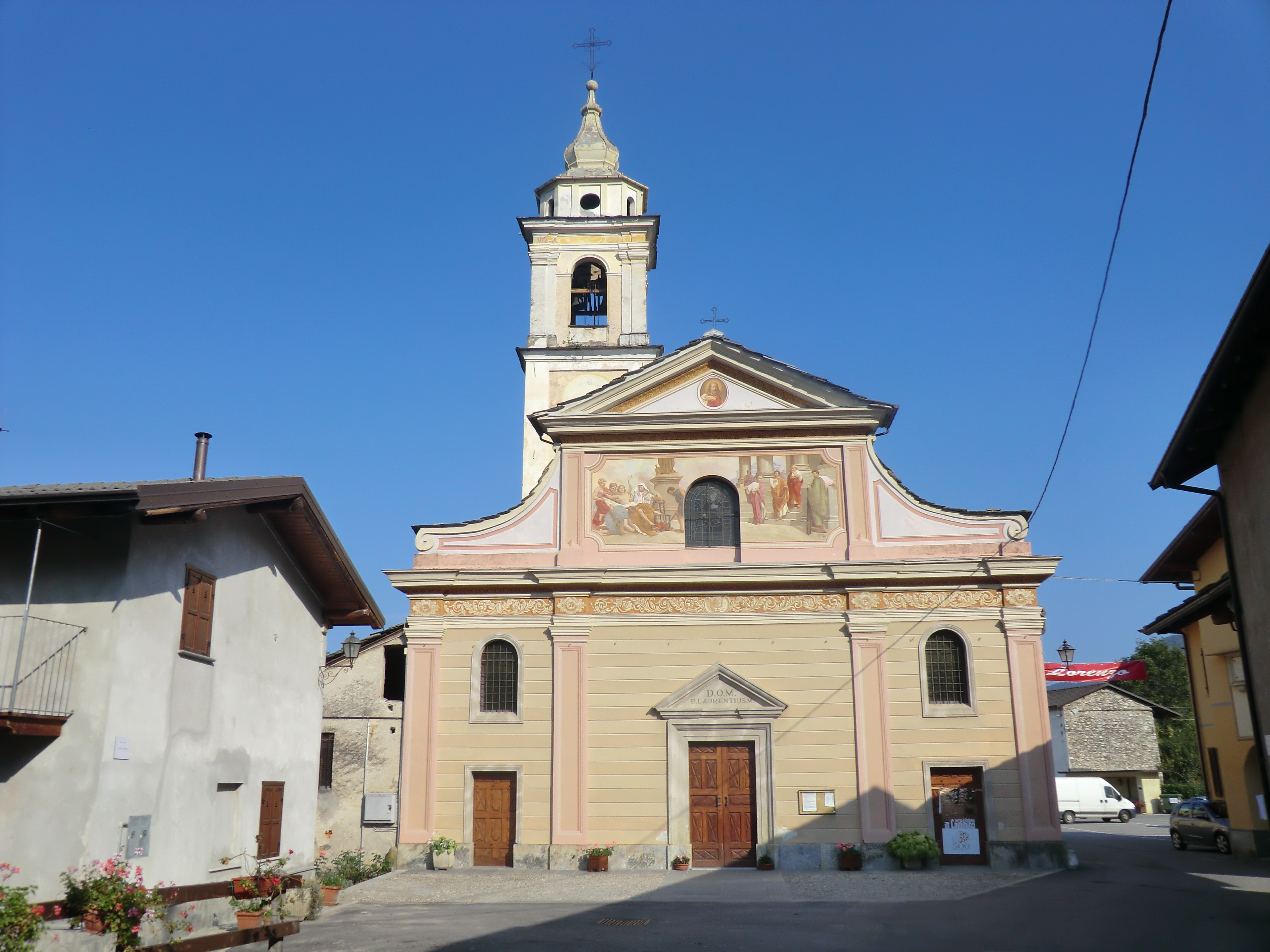
Chiesa di San Lorenzo (XVI secolo)
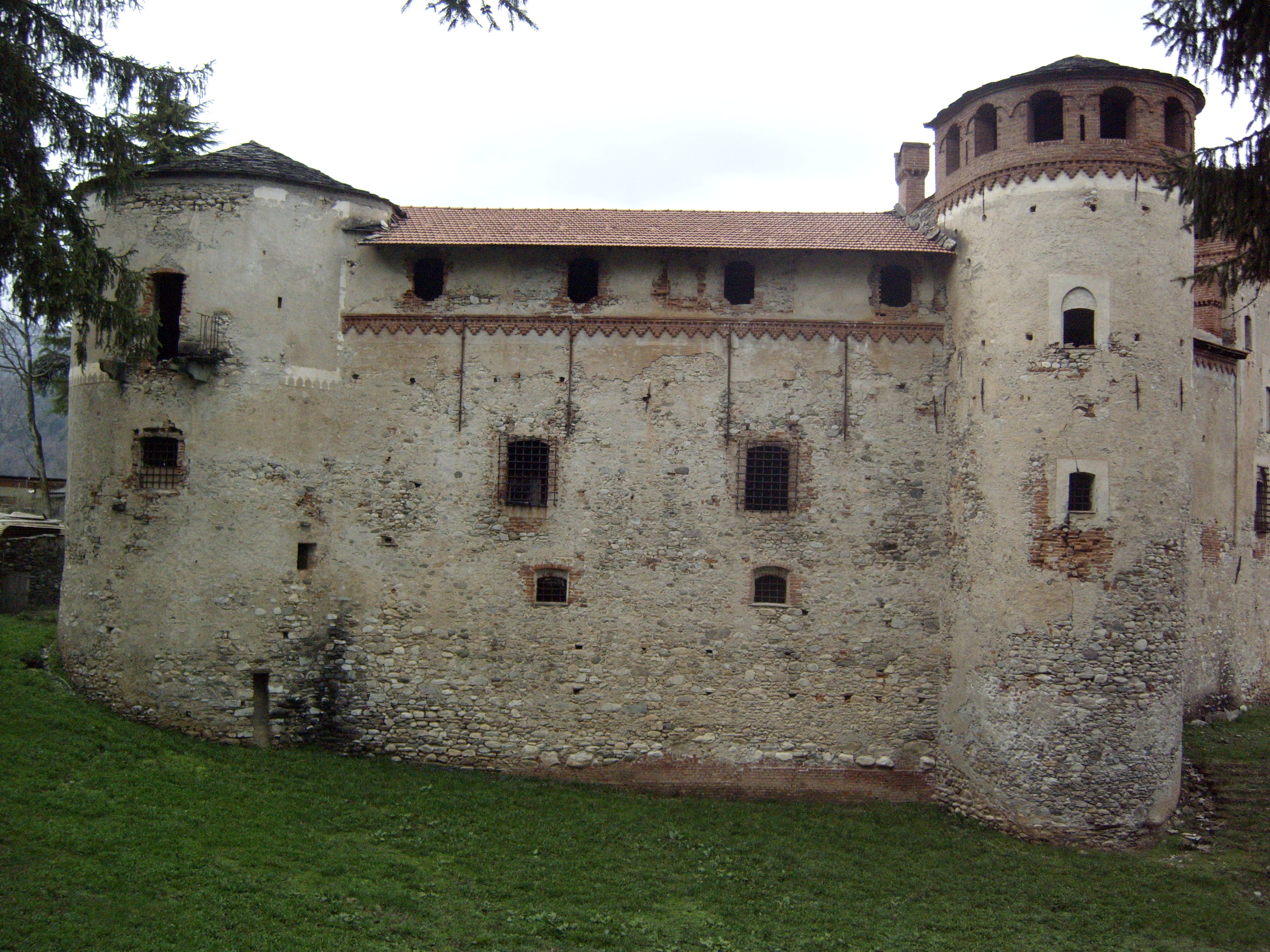
Castello dei Berardi (1440)
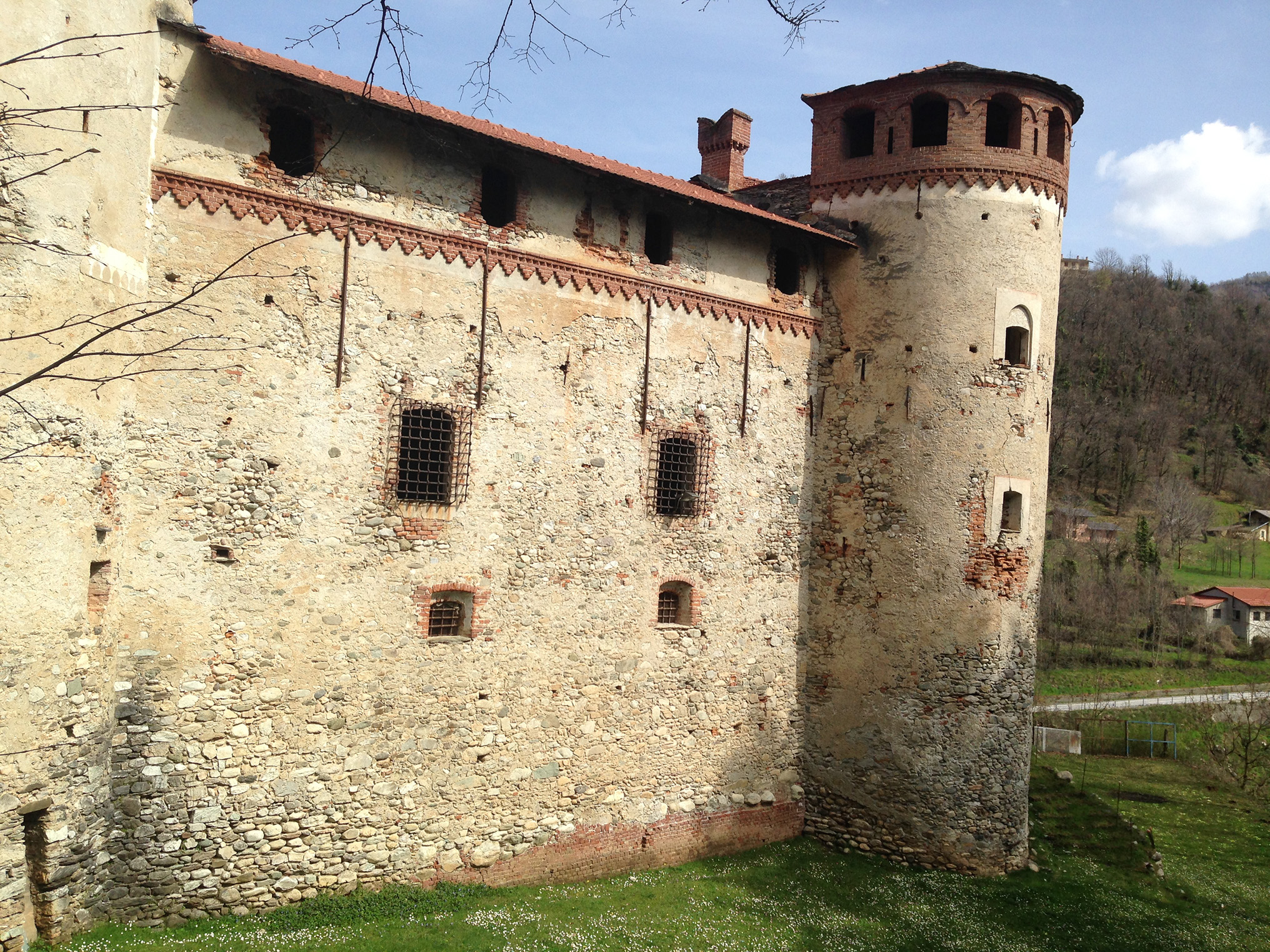
Altra visuale del Castello dei Berardi
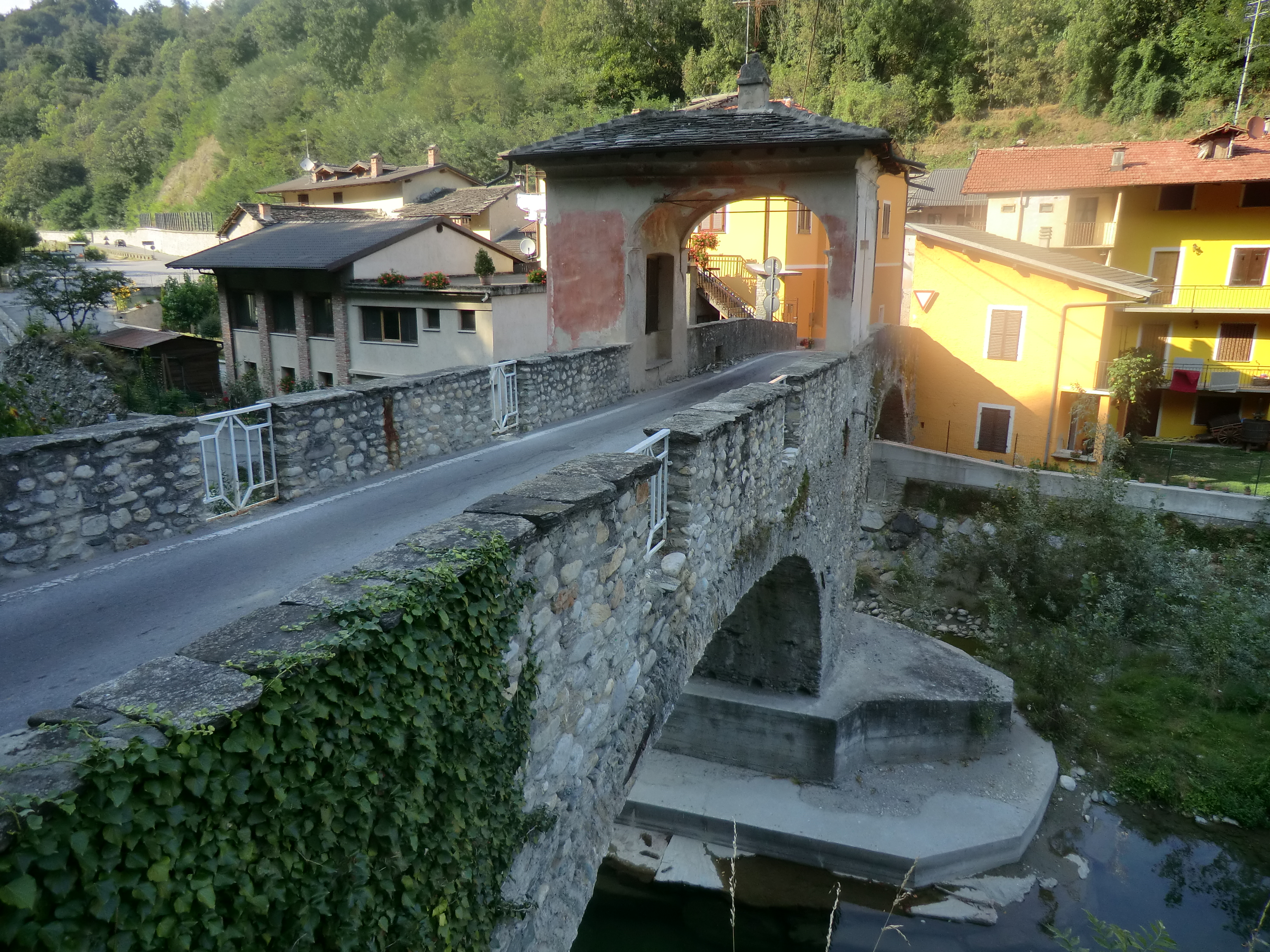
Ponte sul Maira e cappella votiva (1835)